# Mouad Hajji
 (avril 2019).
Pour les articles homonymes, voir Hajji.
Mouad Hajji est un dirigeant marocain du football africain. Il est, du 11 avril 2019 au 2 mars 2020, le secrétaire général de la Confédération africaine de football.

## Biographie
Mouad Hajji réalise des études de dentiste. Il va devenir spécialiste en médecine dentaire, avant de s'investir dans le monde du football.
Il débute dans ce domaine comme président de la commission d'éthique du Raja de Casablanca, club dont il est un supporter.
De 2009 à 2011, il officie comme chef de cabinet du ministre de la Jeunesse et des Sports, Moncef Belkhayat.
De 2014 à 2018, il occupe le poste de directeur administratif des sélections nationales et coordonnateur général des relations internationales au sein de la Fédération royale marocaine de football.
Il est aussi le vice-président du comité d'organisation de la Coupe du monde des clubs organisée en 2014 au Maroc.
En janvier 2019, il intègre la Confédération africaine de football, au poste de coordinateur général de la confédération.
Le 11 avril 2019, à la suite du limogeage de Amr Fahmy, il est nommé secrétaire général de la Confédération africaine de football.
Le 2 mars 2020, Mouad Hajji démissionne de son poste de  sa démission de son poste de secrétaire général de la CAF,.